# Långeruder
Långeruder är en bebyggelse i Hjo socken i Hjo kommun i Västra Götalands län. SCB avgränsar här 2023 en småort.